# Dontostemon
Dontostemon là chi thực vật có hoa trong họ Cải.